# كم هي سون
كم هي سون (بالكورية: 김희선)‏ مواليد 11 يونيو 1977 في سول، كوريا الجنوبية، هي ممثلة كورية جنوبية بدأت مسيرتها الفنية عام 1993.

## الحياة الشخصية
تزوجت كيم من رجل الأعمال بارك جو يونغ في حفل فخم في فندق سيئول شيراتون جراند ووكرهيل في 19 أكتوبر 2007. أنجبت ابنتها بارك يون آه في 21 يناير 2009.

## الأعمال

### مسلسلات
- قصة حب حزينة.(2005)
- الإيمان (2012)[9]
- أيام رائعة (2014)[10]
- الام الغاضبة (2015)[11]
- امرأة ذات كرامة (2017)[12]
- الغرفة رقم 9.(2018)
- أليس.(2020)[13][14]
- غدا (2022)[15]
- الزواج الجديد: طموحات وأطماع -(2022)[16]
- الجحيم الحلو المر - (2024)[17]

### برامج
- رنينق مان .[18]

## روابط خارجية
- كم هي سون على موقع IMDb (الإنجليزية)
- كم هي سون على موقع ألو سيني (الفرنسية)
- كم هي سون على موقع ميوزك برينز (الإنجليزية)
- كم هي سون على موقع قاعدة بيانات الفيلم (الإنجليزية)
- كم هي سون على موقع كينوبويسك (الروسية)